# Консуматорско общество
Понятието консуматорско общество, също и консумативно общество,  описва стила на живот в индустриално развитите държави, обикновено като критика. Под „консуматорски" в този контекст се разбира „купуващ и продаващ стоки“.
Развитието на консумативната култура започва още през XV-XVI век в Англия. По това време се заражда разбирането, че човек трябва да си купува не само това, което му е необходимо, за да преживее, но и неща, които правят живота по-„хубав“.
През XVIII век населението купувало онова, което не можело да си произведе, само на ежеседмични или ежегодни пазари. Успешното развитие на индустрията и увеличаването на работните места в Англия били причините за увеличението на заплатите. Поради това бързо скочил интересът на гражданите към стоки от типа на бира, чай, сапун и нови дрехи.
След Втората световна война дотогава рядко срещаните и считани за „луксозни“ продукти станали достъпни за масите. Стоки от всички краища на света се появили на европейския и американския пазар пред 50-те години на ХХ век, когато започва глобализацията в продажбите. В следващите десетилетия следва бум на търсенето на електрически уреди, мебели с художествена стойност, който бил последван от мания към произведения на изкуството. Богатството и красотата придобиват все по-голямо значение. Много от стоките, които се купуват по внушението на рекламата на медиите, не намират непосредствено приложение в бита и всъщност са излишни. Ново измерение на консуматорското общество се открива след навлизането на интернет поради облекчаването и ускоряването на пазаруването онлайн.